# Esporte Clube Jacuipense
Esporte Clube Jacuipense é um clube brasileiro de futebol, da cidade de Riachão do Jacuípe, no estado da Bahia. Suas cores são o grená e o branco. Atualmente, disputa a Série D do Campeonato Brasileiro e a 1ª Divisão do Campeonato Baiano.
Seu estádio é o Eliel Martins (apelidado de Valfredão), cuja capacidade é de 5.000 lugares.

## História
O clube foi fundado em 21 de abril de 1965. Sagrou-se campeão do Campeonato Baiano da Segunda Divisão em 1989, até então seu único título, disputando a elite do baiano algumas vezes nos anos 90, nos anos 2000 figurou mais na segunda divisão do estado.  Na edição de 2012, foi novamente promovido à primeira divisão do estadual, desta vez com o vice-campeonato.
Em 2011, a equipe estabeleceu uma parceria com a HWT Promoções Esportivas, empresa sediada em Campinas, que assumiu inicialmente a cogestão das categorias de base e, no início de 2012, o time profissional. Em 2014, rompeu com a empresa.
Em 2014, participou pela primeira vez de um torneio nacional, a Série D. O Leão do Sisal quase se classificou para a Série C 2015, mas foi eliminado nas quartas de final pelo Confiança de Sergipe. 
Em 2015, pela primeira vez a equipe de Riachão se classificou para disputar a Copa do Brasil. Logo em sua primeira participação no torneio, o Jacuipense fez história e passou da 1ª fase, ao eliminar o Paraná nos pênaltis, mas na fase seguinte foi eliminado pelo Náutico por 2-0.
Em 2019, o Jacuipense conseguiu o acesso inédito á Série C do Brasileiro após derrotar o Floresta pelo placar de 1-0, com gol de Eudair.
Em 2020, no Campeonato Baiano, o Leão Grená chegou até as semifinais, sendo eliminado pelo Bahia, perdendo o primeiro jogo por 2-0 no Valfredão e empatando em 2-2 no Pituaçu.
Em 2021, o clube fez uma campanha ruim na Série C: na última rodada, apesar de derrotar o Altos por 3–2, em Salvador, foi rebaixado para Série D.
Em 2022, no Campeonato Baiano, concretizou a sua melhor campanha no certame, terminando a primeira fase em 1º lugar. Nos 7 primeiros jogos, foi 100% de aproveitamento. Perdeu sua invencibilidade na oitava rodada, quando já se encontrava antecipadamente classificado na 1ª colocação. Avançando pela segunda fase, ou seja, a semi-fnal, passou pelo Barcelona de Ilhéus, empatando fora de casa em 0-0 e vencendo por 1-0 em Riachão do Jacuípe. Classificando assim à final inédita da sua história. Acabou perdendo o título: após conseguir um empate heroico em 1-1, com o Estádio Carneirão lotado, com um jogador a menos desde meados do primeiro tempo, perdeu de 2-0 para o Atlético de Alagoinhas jogando no Valfredão.

### Escalação por torcedores
O time chamou a atenção da mídia quando tornou a notícia oficial no início de 2014, inovando sobre a escalação do time nos jogos, os torcedores poderiam realizar a própria escalação pelo aplicativo "Total Choice", que podia ser acessado pela internet, tablet ou smartphone. Os atletas mais votados ao final de um determinado prazo entravam em campo. Por meio do programa/aplicativo qualquer interessado em ''jogar'' o Total Choice se cadastrava e escalava a equipe do Jacuipense a partir dos verdadeiros atletas disponíveis no plantel do time. Nas duas primeiras rodadas do Campeonato Baiano, esta escalação foi computada apenas para pontuação no game em si, mas, depois, os jogadores que receberam mais ''votos'' dos técnicos virtuais realmente entravam em campo. O time também optou pelo método na Série D de 2014.

## Ranking da CBF
Ranking atualizado em dezembro de 2021
- Posição: 65º
- Pontuação: 1.386 pontos

Ranking criado pela Confederação Brasileira de Futebol para pontuar todos os clubes do Brasil

## Títulos
| ESTADUAIS | ESTADUAIS                   | ESTADUAIS | ESTADUAIS  |
|           | Competição                  | Títulos   | Temporadas |
| --------- | --------------------------- | --------- | ---------- |
|           | Campeonato Baiano - Série B | 1         | 1989       |

## Campanhas de destaque
- 2º Lugar: Campeonato Baiano - 1ª Divisão: 2022 e 2023
- 2º Lugar: Campeonato Baiano - 2ª Divisão: 1995, 2000, 2002, 2006 e 2012
- 2º Lugar: Copa Governador do Estado da Bahia: 2012
- 2º Lugar: Copa Governador do Estado da Bahia de 2014
- 4º Lugar: Campeonato Brasileiro de Futebol - Série D
- 4° Lugar: Campeonato Baiano de Futebol de 2020
- 4º Lugar: Copa Governador do Estado da Bahia: 2013

## Elenco atual
Abaixo está o elenco atual do clube (informações atualizadas em 2 de Abril de 2021).

## Estatísticas

### Participações
|  | Participações em 2025 |

| Competição | Competição        | Temporadas | Melhor campanha            | Anos                                        | P | R |
| ---------- | ----------------- | ---------- | -------------------------- | ------------------------------------------- | - | - |
| Bahia      | Campeonato Baiano | 18         | Vice-campeão (2022 e 2023) | 1990-1993, 1996, 2013-2025                  |   | 2 |
| Bahia      | 2ª Divisão        | 13         | Campeão (1989)             | 1989, 1994-1995, 1997-2003, 2006, 2011-2012 | 3 |   |
|            | Copa do Nordeste  | 3          | 2ª fase (2022 e 2023)      | 2022-2024                                   |   |   |
| Brasil     | Série C           | 2          | 11° colocado (2020)        | 2020-2021                                   | – | 1 |
| Brasil     | Série D           | 6          | 4º colocado (2019)         | 2014, 2018-2019, 2022-2024                  | 1 |   |
| Brasil     | Copa do Brasil    | 4          | 2ª fase (2015)             | 2015, 2023-2024, 2026                       |   |   |

### Temporadas
Legenda:
| Campeão Vice-campeão Eliminado na semifinal. | Rebaixado à divisão inferior. Campeão e promovido à divisão superior Promovido à divisão superior. |

### Retrospecto em competições oficiais
Última atualização: Série D de 2023.
| Competição | Competição | Temporadas | Títulos | Pts. | J  | V  | E  | D  | GP | GC |
| ---------- | ---------- | ---------- | ------- | ---- | -- | -- | -- | -- | -- | -- |
| Brasil     | Série C    | 2          | –       | 42   | 36 | 9  | 15 | 12 | 32 | 42 |
| Brasil     | Série D    | 5          | –       | 90   | 62 | 23 | 21 | 18 | 80 | 65 |